# Physalaemus henselii
Espèce
Synonymes
- Paludicola henselii Peters, 1872

Statut de conservation UICN

 LC  : Préoccupation mineure
Physalaemus henselii est une espèce d'amphibiens de la famille des Leptodactylidae.

## Répartition
Cette espèce se rencontre jusqu'à 750 m d'altitude, :
- en Argentine dans les provinces de Buenos Aires et d'Entre Ríos ;
- en Uruguay ;
- dans le sud du Brésil dans les États du Rio Grande do Sul et de Santa Catarina.

## Étymologie
Cette espèce est nommée en l'honneur de Reinhold Friedrich Hensel.

## Publication originale
- Peters, 1872 : Über die von Spix in Brasilien gesammelten Batrachier des Königl. Naturalienkabinets zu München. Monatsberichte der Königlich preussischen Akademie der Wissenschaften zu Berlin, vol. 1, p. 196-227 (texte intégral).